# Екскалибур
Екскалибур (енгл. Excalibur) јесте легендарни мач краља Артура, којем се понекад приписују и чаробна својства или се повезује са законским суверенитетом Британије. Екскалибур и Мач у камену (доказ Артуровог поријекла) понекад се сматрају истим оружјем, али се у већини верзија сматрају засебним предметима. Екскалибур је повезан са артуристичком легендом веома рано.

## Облици и етимологије
Назив екскалибур је изведен из велшке ријечи Caledfwlch (и бретонске Kaledvoulc'h и средњовелшке Calesvol), која је сложеница настала од ријечи caled „тежак” и bwlch „повреда”. Caledfwlch се јавља у неколико раних велшких дјела, укључујући прозаичну причу Килух и Олвен (вел. Culhwch ac Olwen). Име је касније кориштено у велшким адаптацијама страних дјела, као што су Хронике (вел. Bruts), заснована на Галфреду од Монмута. Често се сматра да је повезан са фонетски сличним каладболгом, мач који је носило неколико личности из ирске митологије, иако су Рејчел Бромвич и Данијел Сајмон Еванс сматрали да је преузимање велшког Caledfwlch из ирског Caladbolg мало вјероватна. Умјесто тога, они истичу да се оба имена „могу појавити на сличан начин у врло раног добу као општи називи за мач”. Овај мач је у британској традицији постао искључиво власништво Артура.
Галфред од Монмута, у својој књизи Историја краљева Британије (Historia Regum Britanniae, око 1136. године), латинизовао је Артуров мач као Caliburnus (могући утицај средњовјековног латинског срицања класичног латинског chalybs, а који је изведен из грчког χάλυψ [chályps] „челик”). Већина келтистичара сматра да је Галфредов Caliburnus изведен из изгубљеног старовелшког списа у коме bwlch (старовелшки bulc[h]) у којем још увијек није дошло до лениције у fwlch (средњовелшки vwlch или uwlch). У средњокорнишка представи Живот Светог Кеа (Beunans Ke) са краја 15. или почетка 16. вијека, Артуров мач се назива Calesvol, што је етимолошки средњокорнишки когнат велшког Caledfwlch. Нејасно је да ли је назив посуђен из велшког (ако је тако, морала је бити рана позајмљеница, из фонолошких разлога) или представља рани, панбритонски традиционални назив за Артуров мач.
У старофранцуским изворима назив постаје Escalibor, Excalibor и на крају познато Excalibur. Џефри Гајмар, у својој старофранцуској хроници Историја енглеска (Estoire des Engleis), помиње Артура и његов мач: „овај Константин био је Артуров нећак, који је имао мач калибур” (Cil Costentin, li niès Artur, Ki out l'espée Caliburc). У Васовом Роману о Бруту (Roman de Brut), старофранцуском преводу и версификацији Џефријеве Историје, мач се назива Calabrum, Callibourc, Chalabrun и Calabrun (са алетернатвним срицањем, као што су Chalabrum, Calibore, Callibor, Caliborne, Calliborc и Escaliborc, који се могу пронаћи у разним списима Брута).
У старофранцуском роману Кретјена де Троа из 12. вијека Персевал, прича о Гралу (Perceval ou le Conte du Graal), Артуров витез Гавејн носи мач Escalibor и то је наведено, „јер је на његовом појасу висио ескалибор, најфинији мач који је постојао, који је пролазио кроз гвожђе као кроз дрво” (Qu'il avoit cainte Escalibor, la meillor espee qui fust, qu'ele trenche fer come fust). Ту изјаву је вјероватно преузео аутор Историје Мерлина (Estoire Merlin) или Vulgate Merlin, гдје аутор (који је волио маштовите народне етимологије) тврди да је ескалибор „хебрејски назив који на француском значи ’сијече гвожђе, челик и дрво’” (c'est non Ebrieu qui dist en franchois trenche fer & achier et fust; треба имати на уму да ријеч „челик” овдје, achier, значи истовремено и „оштрица” или „мач” и долази из средњовјековног латинског aciarium, деривата acies „оштар”, тако да у овој етимологији нема непосредне везе са латинском ријечи chalybs). Из овог маштовитог етимолошког размишљања Томас Малори је стекао мишљење да ескалибур значи „сијече челик”.

## Екскалибур и Мач у камену
У артуристичким романима, дата су бројна објашњења за Артурово посједовање Екскалибура. У пјесми Мерлин Робера де Борона, првој бајци у којој се помиње мотив „мач у камену”, Артур је стекао право на британски трон извлачењем мача из наковња који се налазио на камену који се појавио у црквеном дворишту на Бадње вече. На основу тога, како је Мерлин предвидио, чин није могао да изврши ником осим „правог краља”, што значи божански постављеног краља или истинског насљедника Утера Пендрагона. Малори пише: „Ко извуче овај мач из овог камена и наковња, по правди је рођен за краља” (Whoso pulleth out this sword of this stone and anvil, is rightwise king born). Идентитет овог мача као Екскалибура исказан је касније у пјесми Мерлин, која је дио Ланселот-Граловог циклуса (Вулгата).
Међутим, у најпопуларнијом енглеској верзији Артуристичке бајке, Малоријева Смрт Артурова (Le Morte d'Arthur) из 15. вијека, на почетку своје владавине Артур разбија Мач из камена у борби са краљем Пелинором, а Госпа од језера му даје Екскалибур за замјену за каснију благодат. Слично томе, у поствулгатском циклусу, Госпа од језера је Екскалибур дала Артуру нешто касније по почетку његове владавине. У вулгатској смрти Артуровој, Артур је на ивици смрти и наређује Грифлету да мач баци у зачарано језеро; након два неуспјешна покушаја (јер је сматрао да тако велики мач не треба бацити), Грифлет на крају удовољава захтјеву рањеног краља и из језера излази рука која га хвата. Ова прича постаје везана за Бедивера, умјесто за Грифлета, у Малоријевој и енглеској традицији. Малори биљежи обје верзије легенде у својој Артуровој смрти, именујући оба мача као Екскалибур.